# 利瑟城堡
49°55′2″N 7°1′9″E / 49.91722°N 7.01917°E
利瑟城堡（德語：Schloss Lieser）位于摩泽尔葡萄酒产区山谷附近，德国Bernkastel-Kues,施络斯·利瑟（利瑟城堡）是利瑟村最引人注目的建筑物之一。

## 历史背景

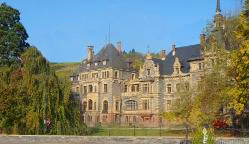

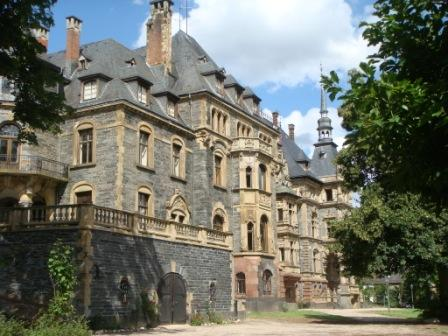

利瑟城堡原址隶属于教会，始建于1710年，如今这座城堡由建筑师海因里希·西奥多·施密特为了葡萄酒酿造厂的所有人爱德华·普利切利的家族居住所设计。 爱德华·普利切利建立和管理着几个天然气产业，包括涉及特里尔和Rheinböller小屋。 普利切利申请了几次天主教的保守政党，德国联邦有选举权的德意志帝国国会的成员。在1870年和1871年德法战争后，普利切利继续担任这些职务,为了经济上的原因和11个其他在特里尔的公司为了Alsace-Lorraine的合并。 普利切利的女儿玛利亚是父母财产的唯一继承人，在1880年嫁给了普鲁士的德国高官克莱门斯·弗赖赫尔·冯·舍勒默-艾斯特/克莱门斯·弗赖赫尔·冯·舍勒默-艾斯特-利瑟（1856–1922）。通过在普鲁士各种行政活动，克莱门斯·冯·舍勒默结交了很多赏识他的熟人。在 1895/1904-1906年，城堡进行了大规模的扩建，玛利亚和Dr.克莱门斯·弗赖赫尔·冯·舍勒默在那时搬进了城堡。城堡由两部分组成，相对较旧的部分是新文艺复兴的风格，相对较新的部分是新艺术的风格。

## 外观
城堡的外观主要受新文艺复兴的影响，但在外形上是根据建筑师新哥特式的想法进行设计.珠宝形式的托架，山墙和塔楼是沿袭德国晚期的文艺复兴时期的形式。
入口由2个独立的向上的花岗岩石形成的塔所保护前卫兵团正面左侧是大型的前卫兵团，分布在两层是为了强调他。在附近礼拜堂的角落显著的麦当娜雕像是出自在科隆大教堂工作的彼得·福克斯之手，值得一提的是主正面的图像。他从工业和农业不同领域具有代表性的角度来诠释。为了地面石建筑具有摩泽尔砚石板和地面的红色，明亮的Udelfanger得到了运用。屋顶Cauber Erbstollens的岩石做成。

## 平面设计，地面及楼梯
城堡依山傍水，紧邻摩泽尔河，这样可以让所有的房间都在大楼里，像英国乡村的别墅，形成长长的走廊格局。八角大厅设计是基于16、17世纪意大利别墅的构思。地下原本主要是经济和装瓶厂的区域，为了防洪已经建造得非常高。
楼梯间围绕着8个大型景观壁柱和出自摩泽尔地区由卡尔·朱利叶斯·格拉茨创造的建筑图案。楼梯间的窗户是釉质材料，有四个宾菲尔德和詹森在特里尔画的奖章。楼梯本身的材质是特里尔含有锻铁的砂岩，部分镀金的围栏。

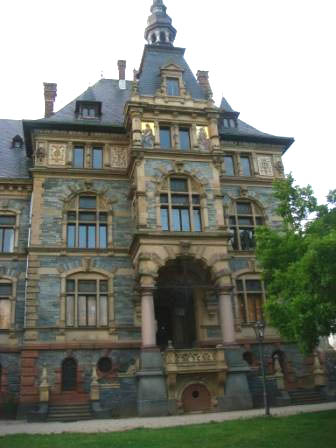

## 一层
一楼是Beletage，他的房间都比较有代表性。在八角形的大厅里，靠近楼梯尽头的方向，雕塑家的作品，支柱和墙板都融入了轻Burgreppacher砂岩。天花板都用石膏涂抹，几副画点缀其中。一楼有更多的空间：相对较安静的工作室，接待室，丰富图案的木质雕刻的天花板和几个门框点缀着沥青，松树，橡木材质的饭厅。日常使用的小饭厅，弹子房，花园房，客房和厨房。

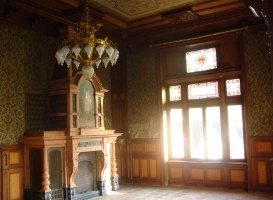

## 二楼
二楼是私人的房间。配备有起居室，睡房，旅游客房，佣人房间。它还包含着墙桌和一个大理石壁炉。壁炉周围铜质的金属板设计由来自杜塞尔多夫的休伯特·扎伦廷所创作。

## 教堂
从Beletage门口，进入教堂，他是个独立的建筑。墙上的画是出自朱利叶斯·查尔斯·格拉茨之手。玻璃彩绘是宾菲尔德和詹森创作的。彼得·福布斯创作了具有灵性的雕塑。他的人物形象的代表作布满马赛克的地板，是设计师在梅特拉赫创造而成。

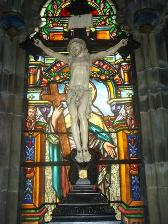

## “家庭主妇”的雕像和其他一些设施
与众不同的一幅画是原主人的妻子在露台雕塑的那张。穿着古典的德国式服装，手里拿着钥匙和钱包。
关于以下提到的各种设施：木工艺品，家具和其他的设施细节都由建筑师埃普勒和艾格在斯图加特的作品。施工锁和艺术金属制品是名为M.安布鲁斯特的公司在法兰克福创做的。

## 扩建
由于信息的不充足，到现在不太清楚城堡的扩建是否起源于1904-1906年还是在1895年已经建立。历史的相对论是采用新艺术形式。主馆是中翼，他作为冬季花园。在中轴三个展馆前，三个Söller已经放置好了。沿着建筑物的入口，有座混泥土的塔。在延伸的建筑物里，是具有卓越的艺术风格楼梯扶手。

## 其他一些相关的链接
- http://www.schloss-lieser.eu （页面存档备份，存于）